# Seabury Quinn
Pour les articles homonymes, voir Quinn.
Seabury Grandin Quinn, né le 1er janvier 1889 à Washington et décédé le 24 décembre 1969 , est un écrivain américain réputé pour ses nouvelles fantastiques.

## Biographie
Il fut en son temps l'auteur le plus populaire de Weird Tales, devant Lovecraft, Clark Ashton Smith ou Robert E. Howard comme le démontrent : 
- l'abondant courrier publié dans la dernière page du pulps,
- le nombre de couvertures ayant illustré ses nouvelles (contrairement à Lovecraft) en particulier grâce au talent de Margaret Brundage ou Virgil Finlay.

Étudiant à l'université de Washington, il obtient ses diplômes de droit et s'inscrit au barreau du district en 1910. Après son service militaire, il s'oriente vers le journalisme, puis prend une charge de jurisprudence à New-York et commence à écrire des nouvelles (il en écrira plus de 500).
Il se mariera deux fois dans sa vie, la première fois en 1921 avec une amie d'enfance rencontrée à l'école pour laquelle il déclarera avoir eu une sorte de coup de foudre. La seconde, à la fin de sa vie, alors que veuf et déjà diminué physiquement il choisira d'épouser sa compagne du moment.
Il crée le personnage de Jules de Grandin en octobre 1925 pour The Unique Magazine puis pour Weird Tales. 
En 1939, il devient conseiller juridique d'une chaine de magasins à Washington. 
De 1950 à 1964, il collabore avec l'US Air Force comme conseiller au renseignement, ce qui lui vaudra la médaille de l'Air Force à titre civil.
Il fut victime de plusieurs crises cardiaques, jusqu'à son décès le 24 décembre 1969 .